# Aivar Mäe

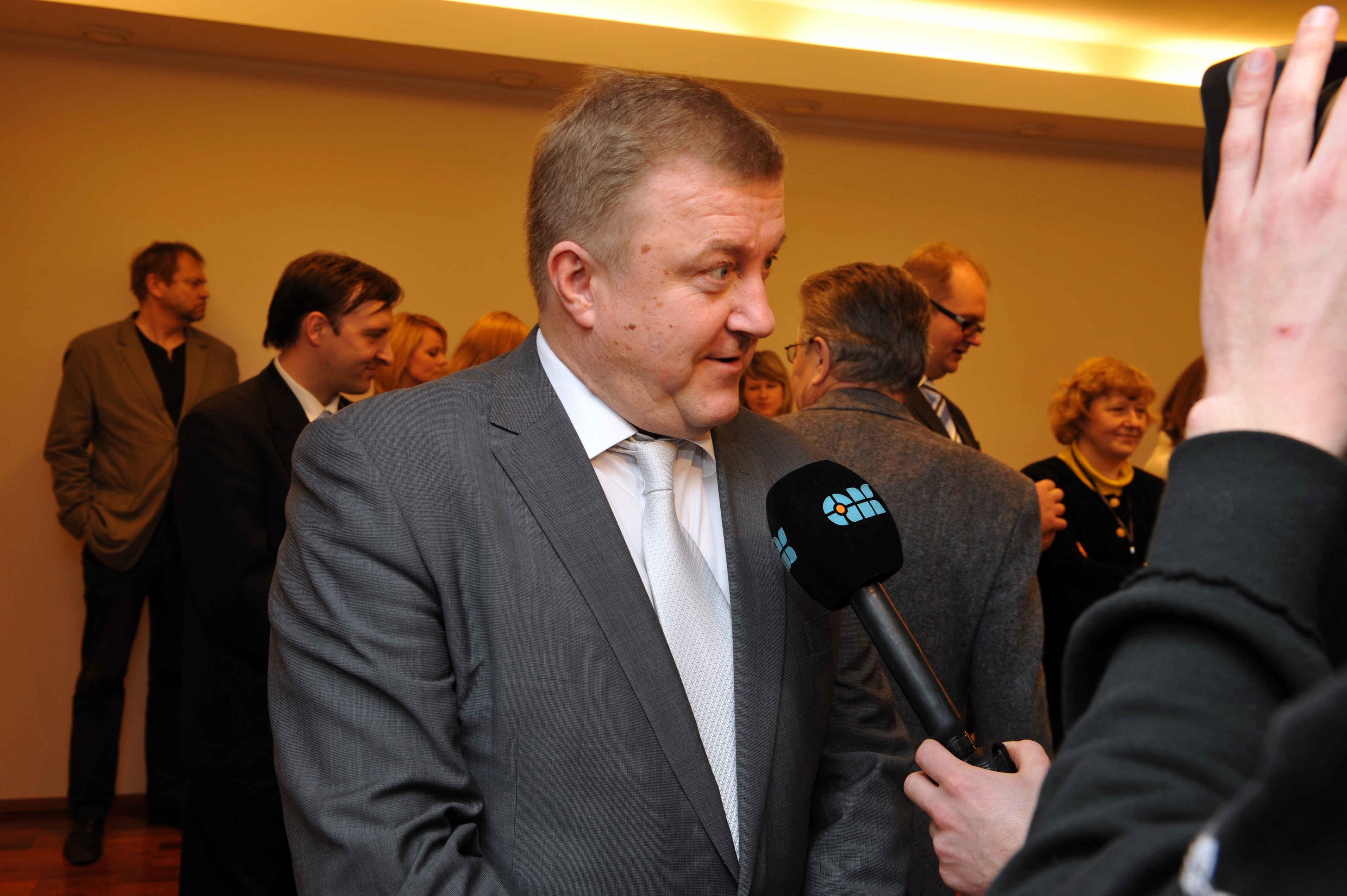
Aivar Mäe (2012).

Aivar Mäe (* 12. Mai 1960 in Pärnu) ist ein estnischer Dirigent.

## Leben und Musik
Aivar Mäe studierte nach seiner Ausbildung im Fach Klarinette am Tallinner Musikgymnasium (Tallinna Muusikakeskkool) von 1979 bis 1985 am Tallinner Konservatorium Musikpädagogik bei Ants Sööt. Seitdem ist er als Musiker und Dirigent tätig. 1991 studierte Mäe in den USA an der Portland State University bei Bruce Browne.
Von 2000 bis 2009 war Mäe Direktor von Eesti Kontsert in Tallinn. 2003 wurde er gleichzeitig Leiter des Theater- und Opernhauses Vanemuine im südestnischen Tartu. Ab September 2009 war Mäe Generaldirektor der Nationaloper Estonia in der estnischen Hauptstadt. Im August 2020 trat er von dieser Position zurück.
Von 2022 bis 2023 war er Bürgermeister der Landgemeinde Põhja-Pärnumaa, bis er das Amt aufgab, um erneut Leiter des Vanemuine zu werden.
Aivar Mäe hat zahlreiche Chöre und Orchester in Estland geleitet. Bekannt wurde er auch als künstlerischer Leiter des 1993 gegründeten Ensembles Arsis, des einzigen estnischen Glockenensembles.

## Privatleben
Aivar Mäe ist verheiratet und hat drei Kinder.